# Die Reise des Elefanten
 Die Reise des Elefanten  ist ein Roman des portugiesischen Autors José Saramago und erschien 2010 in Deutschland. Saramago ist nach der Veröffentlichung des portugiesischen Originals verstorben, die deutsche Übersetzung erschien erst posthum. Es handelt sich um das vorletzte Werk des Autors.
Der Roman behandelt die historisch verbürgte Reise des indischen Elefanten Salomo, der als Geschenk des portugiesischen Königs Johann III., an den österreichischen Erzherzog Maximilian von Lissabon über die Alpen nach Wien geleitet wird.

## Inhalt
Eine der Hauptfiguren ist der Elefantenführer, indisch Mahut, dessen Mutterwitz und Hang zum Philosophieren ihm den Umgang mit höher gestellten Personen erleichtert. Außer bei  Johann und Maximilian und deren Gattinnen tritt er insbesondere gegenüber einigen Militärs für den Elefanten ein, dessen natürliche Bedürfnisse manchmal sogar Vorrang vor herzoglichen Entscheidungen erhalten.

Sprachlich virtuos werden alle Stationen der Reise, die historischen Bedingungen, das Verhalten der beteiligten Herrscher, Militärs und der Landbevölkerung mit einer feinen Ironie dargestellt. Der Erzähler greift regelmäßig in die Erzählung ein, verständigt sich mit dem Leser, weist ihn auf Besonderheiten hin, bekennt sich freimütig zu eigenen Wissenslücken, schweift ab, ergeht sich in Vermutungen über den Fortgang von Nebenhandlungen.

## Textausgaben
- A Viagem Do Elefante. Caminho, Editorial, Lissabon 2008, ISBN 972-21-2017-4.
- Die Reise des Elefanten. 1. Auflage. Hoffmann und Campe, Hamburg 2010, ISBN 978-3-455-40279-7.